# Musée d'Eben
Het Musée d'Eben is een klein heemkundig museum, gelegen aan de Rue du Geer 14 te Eben (Eben-Emael).

## Museum
Het museum bevindt zich in een 18e-eeuwse boerderij, waar boereninterieurs en landbouwwerktuigen uit die tijd staan opgesteld. Er is een oude kruidenierswinkel, een schoolklasje en dergelijke. Ook is er een archeologische afdeling.
Dit museum toont tevens de geschiedenis van de strovlechterij (tresserie de paille) en hoedenmakerij (musée de la chapellerie de paille) in de omliggende streek. Tal van kunst- en kunstnijverheidsvoorwerpen, vervaardigd uit stro, worden hier tentoongesteld.

## Strovlechterij
Volgens de legende zou deze nijverheid teruggaan tot de 14e eeuw, toen de heer Wauthier de Bierlouz naar Italië trok om vergeving te zoeken voor zijn zonden. Daar kreeg hij te maken met strohemden die door monniken werden gedragen in het kader van ascetisme. Deze hemden werden in bepaalde kloosters vervaardigd en hij nam een dergelijk hemd mee naar huis. Daar vroeg hij aan zijn vrouw Berthe om nog zulk een hemd te vervaardigen, en zij slaagde daarin, waarmee het ambacht van strovlechterij in de streek werd geïntroduceerd.
Een Luiks document uit 1453 maakt voor het eerst melding van de strovlechters, die als en van de 32 bons métiers (goede ambachten) werden vermeld.
Het werk van pastoor Gilles-Joseph-Evrard Ramoux (le bon curé) (1750-1826) heeft veel bijgedragen aan de verdere ontwikkeling van de strovlechterij. Hij vervaardigde diverse apparaten waarmee de strovlechterij gemakkelijker en veelzijdiger kon plaatsvinden.
Tot aan het eind van de 19e eeuw werden de strovlechten over de gehele wereld verkocht aan strohoedenmakers. Ook in de eigen regio werden strohoeden vervaardigd. In de eerste helft van de 20e eeuw echter, kwam aan de strovlechterij geleidelijk een einde, door goedkope importen uit met name Aziatische landen. Na 1940 stopte deze activiteit.